# Amanda Schull
Amanda Schull (ur. 26 sierpnia 1978 r. w Honolulu) – amerykańska aktorka.

## Filmografia[1]
- Światła sceny (2000) jako Jody
- Women on Top (2007) jako Becca King
- Mao's Last Dancer (2009) jako Elizabeth
- Sorority Wars (2009) jako Gwen
- Pogoda na miłość (2009-2010) jako Katie Ryan / Sara Evans
- Słodkie kłamstewka (2010-2013) jako Meredith Sorenson
- J. Edgar (2011) jako Anita Colby
- Imaginary Friend (2012) jako Brittany
- Hunt for the Labyrinth Killer (2013) jako Shelby Anderson
- Cicha umowa (2013) jako Melody
- W garniturach (2013–2019) jako  Katrina Bennett
- Betrayed (2014) jako Julie
- 12 małp (2015-2018) jako Dr. Cassandra Railly
- I Am Wrath(2016) jako Abbie
- Murder in the First (2016) jako Melissa Danson
- Devil's Gate (2017) jako agent Daria Francis
- Love, Once and Always (2018) jako Lucy Windsor